# 679 TCN
679 TCN là một năm trong lịch La Mã.